# Studenci (film 2008)
Studenci – amerykański film komediowy tematyką skierowany ku młodzieży. Jego światowa premiera miała miejsce dnia 21 sierpnia 2008 roku w Izraelu.
Fabuła traktuje o losach trójki licealistów, którzy weekend spędzają w domu bractwa studenckiego. Celem staje się imprezowanie, bowiem główny bohater, Kevin, został porzucony przez swoją dziewczynę, Ginę, z powodu nazbyt spokojnego uosobienia i początkowo pragnie udowodnić jej, że potrafi prowadzić rozrywkowy tryb życia.
Film był debiutem reżyserskim Deba Hagana.

## Obsada
- Drake Bell – Kevin Brewer
- Andrew Caldwell – Carter Scott
- Kevin Covais – Morris Hooper
- Nick Zano – Teague
- Gary Owen – Bearcat
- Zach Cregger – Cooper
- Ryan Pinkston – Fletcher
- Haley Bennett – Kendall
- Camille Mana – Heather
- Nathalie Walker – Amy
- Alona Tal – Gina
- Verne Troyer – on sam